# Oxygène
Oxygène är ett studioalbum av Jean Michel Jarre. Det utgavs i slutet av 1976 i Frankrike, och ett halvår senare i resten av världen. Det är även utgivet med den engelska titeln Oxygene. Albumet är Jarres mest kända och framgångsrika och har varit inflytelserikt på utvecklingen av den elektroniska musiken. Det är ett av de bäst säljande franska albumen genom tiderna. Låten Oxygéne IV släpptes som singel i flera länder och är det mest kända stycket från skivan. Jarre fick inspiration till albumet av den målning av Michel Granger på ett mänskligt kranium infogat i jordklotet som fungerar som omslagsbild. 

## Låtförteckning
Alla låtar är skrivna och komponerade av Jean Michel Jarre. 
| Nr           | Titel              | Längd |
| ------------ | ------------------ | ----- |
| 1.           | Oxygène (Part I)   | 7:40  |
| 2.           | Oxygène (Part II)  | 8:04  |
| 3.           | Oxygène (Part III) | 2:58  |
| 4.           | Oxygène (Part IV)  | 4:07  |
| 5.           | Oxygène (Part V)   | 10:31 |
| 6.           | Oxygène (Part VI)  | 6:19  |
| Total längd: | Total längd:       | 39:44 |

## Listplaceringar
- Billboard 200, USA: #78[1]
- UK Albums Chart, Storbritannien: #2[2]
- VG-lista, Norge: #9[3]
- Topplistan, Sverige: #3[4]
- Österrike: #10[5]